# Jerónimo de Mora

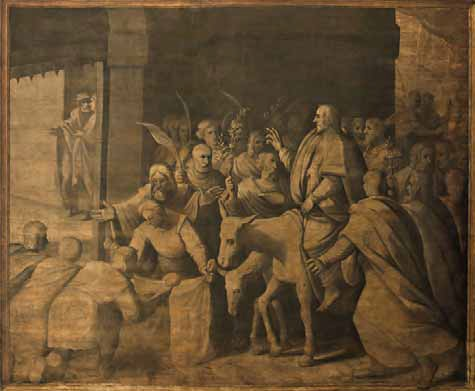
Entrada de Jesús en Jerusalén, óleo sobre lienzo, 460 x 580 cm, Zaragoza, iglesia de San Pablo. Detalle de las grisallas de una de las puertas exteriores del retablo mayor.

Jerónimo de Mora (Zaragoza ? -Madrid, 1615) fue un pintor y poeta español del barroco. 
Hay datos que permiten pensar que en su tiempo fue un reconocido humanista que intervino en diversas academias literarias y artísticas españolas, entre las que se encuentra la Academia de los Nocturnos de Valencia.
La primera noticia que de él se tiene remite a 1568, año en que se le halla activo en Zaragoza. Ceán Bermúdez lo supuso aprendiz de Alonso Sánchez Coello y Jusepe Martínez le decía formado en Italia con Federico Zuccaro a quien habría acompañado a Madrid para trabajar en El Escorial. En cualquier caso, a comienzos del siglo XVII, se encontraba en Madrid donde en 1607 contrató la pintura al fresco de la destruida escalera de la reina del Palacio de El Pardo y el dorado de la sala de los retratos del mismo palacio, del que se hizo cargo en unión de Juan Pantoja de la Cruz y de Francisco López y que dejó sin terminar. El mismo pintor describió esta obra en un memorial dirigido a Felipe III en 1616, cuando solicitó sin éxito la plaza de pintor del rey.
La mayoría de la pintura que de él se documenta ha desaparecido. Solo quedan con atribución segura y firmados por él mismo (y por Antonio Galcerán) los frescos que decoran la capilla del Sagrario de la Cartuja de Aula Dei de Zaragoza que, dado su deficiente estado de conservación, fueron muy restaurados ya en 1603. También con Galcerán pintó en 1596 las puertas del retablo de la iglesia de San Pablo de Zaragoza, formadas por ocho monumentales lienzos con escenas del Nuevo Testamento, las cuatro interiores en grisalla. Se le atribuye además el cuadro del ático del retablo de la Capilla del Nacimiento de la Catedral del Salvador de Zaragoza.
Fue muy elogiado en su época. Cervantes, en su Viaje del Parnaso, VII, vv. 49-54, dice de él:

Jerónimo de Mora llegó en esto,

pintor excelentísimo y poeta:

Apeles y Virgilio en un supuesto;

y con la autoridad de una jineta

(que de ser capitán le daba nombre)

al caso acude y a la turba aprieta.

También Lope de Vega le dedica versos panegíricos en La Jerusalén conquistada. En cuanto a sus coterráneos aragoneses recibió halagos de Juan de Moncayo en su Atalanta y de Juan Francisco Andrés de Uztarroz, en este caso sobre todo como poeta, en el Aganipe de los cisnes aragoneses celebrados en el clarín de la Fama:

Gerónimo de Mora

cuya lira es cuidado de la Aurora,

sus métricos discantes

en su Parnaso celebró Cervantes;

y el Dios, que nació en Delos,

un Epigrama suyo de los zelos

aplaudió muchas veces en Piréne,

y su copia perene

ilustró la humildad de la Comedia,

y la grave altivez de la Tragedia,

ajustando sutiles sus primores

la dulzura, y del arte los rigores.

En la muda Poesía

mostró su heroico espíritu, y valentía

compitiendo ingenioso sus pinceles

con Parrasio, con Zeusis, con Apeles.